# Color me rad

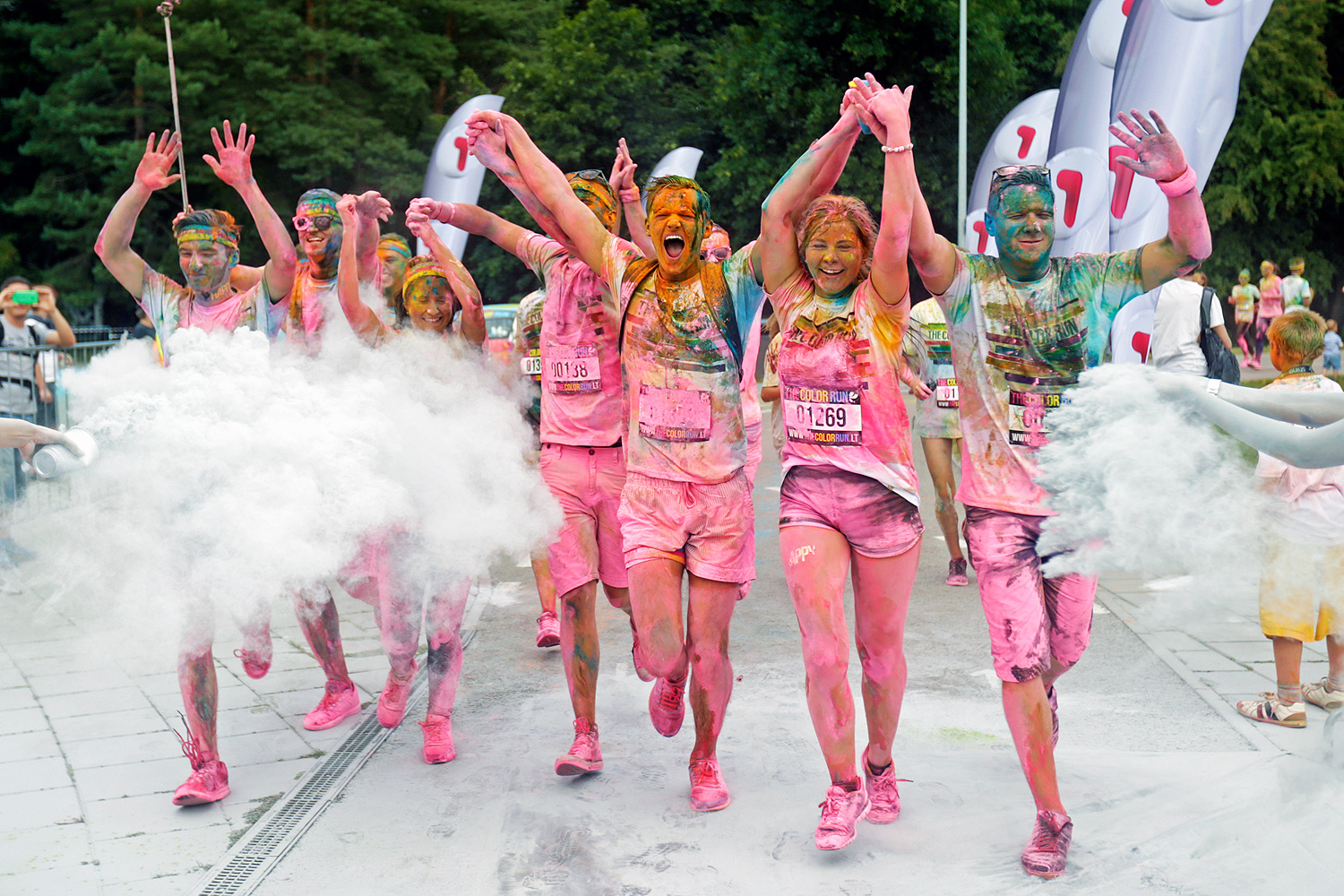

Color Me Rad et The Color Run sont deux entreprises américaines qui organisent depuis 2012 des événements ludiques de 5 km. La Color me rad est une course à pied et à thème similaire à The color run. Course non chronométrée sur une distance de 5 km, elle consiste à jeter sur les participants vêtus de T-shirt blancs, des poudres colorées tous les kilomètres et est inspirée par la fête nationale indienne la Holi communément appelée « la fête des couleurs ».

## Histoire
La Color Run est inspirée de la célébration indienne et hindouiste Holi. Les courses colorées nous viennent des États-Unis, dont la première épreuve a eu lieu en 2012 à Phoenix. Color me rad est initiée par Philippe Lamblin[réf. nécessaire].

## Participation financières aux courses et destinataires de l'argent
Les participants aux courses payent des frais d'inscription. Les deux compagnies (Color Me Rad et The Color Run) remettent une partie de leurs profits à des œuvres caritatives locales mais n'indiquent pas dans quelle proportion. Un des destinataires est la Société de leucémie et de lymphome du Canada.

## Composition de la poudre colorée
La poudre de couleur utilisée est de la fécule de maïs. D'après «Color me rad», elle est « non-toxique, non urticante et anti-allergène, approuvée par l’Union Européenne pour l’utilisation dans la nourriture ou les cosmétiques ».

## Lieux
Ceci est une liste de quelques courses Color Me Rad et The Color Run.

### États-Unis
- Phoenix en 2012[2]

### Canada
- Montréal, le 9 juin 2013[6] et le 18 mai 2014[7]
- Québec en août 2013[8]
- Sherbrooke le 19 septembre 2015[9]

### France
- Lyon[10]
- Paris le 19 avril 2015[11],[12]
- Villeneuve-lez-Avignon le 13 septembre 2015[10]
- Strasbourg le 19 septembre 2015[10]
- Nantes le 27 septembre 2015[10]
- Clermont Ferrand le 4 octobre 2015[10]
- Toulouse le 11 octobre 2015[10]

### Autres pays
La Color Run est présente dans 170 villes à travers le monde, réparties dans 30 pays.
- Bruxelles[14]

## Variante
SkiColor est une variante à ski.